# Steriphoma clarum
Steriphoma clarum är en kaprisväxtart som beskrevs av Standley. Steriphoma clarum ingår i släktet Steriphoma och familjen kaprisväxter. Inga underarter finns listade i Catalogue of Life.